# Idov Cohen
Idov Cohen (în ebraică אידוב כהן; n. 4 noiembrie 1909, satul Mihăileni, județul Botoșani, România - d. 16 mai 1998) a fost un ziarist, literat, traducător și politician liberal israelian, evreu originar din România, care a deținut funcția de deputat în Knessetul (Parlamentul) statului Israel. A publicat în limbile română, idiș și ebraică.

## Biografie
Idov Cohen s-a născut la data de 4 noiembrie 1909, în târgul Mihăileni din județul Dorohoi (Regatul României), sub numele de Yeshaya Dov Cohen Wiesenfeld. Tatăl său, Aron Shmuel Cohen Wiesenfeld, avea o prăvălie de făină în Mihăileni, iar mama lui se numea Hanna. El a mai avut doi frați.
Idov Cohen a învatat la ieșiva (Școala talmudică) din târgul natal, asimilând o cultură generală ca autodidact. La vârsta de 16 ani, după ce i s-a publicat în ziarul de limba idiș Unzer Weg un articol despre romanul Stele rătăcitoare al lui Șalom Alehem, a hotărât să părăsească localitatea natală și să plece la București pentru a urma acolo o carieră literară. Tatăl sau, temându-se ca fiul va părăsi modul tradițional evreiesc de viață, s-a sfătuit cu rabinul Iacob Nacht din Rădăuți. Acesta l-a liniștit și i-a scris fiului o scrisoare de recomandare către scriitorul și liderul sionist A.L. Zissu aflat la București, rugându-l pe acesta din urmă să-i procure tânărului un loc de lucru care să nu necesite încălcarea Șabatului. Idov Cohen a lucrat la București mai întâi la un magazin de confecții, iar apoi între anii 1927-1933 pe post de contabil.
În paralel, Cohen a lucrat ca ziarist și scriitor, publicând articole, poezii și povestiri în presa de limbă idiș, mai ales la ziarul Unzer Wort (Cuvântul nostru) al dr. Boris Reicher. A devenit membru al comitetului editorial al săptămânalului sionist Renașterea noastră (1933-1939). De asemenea, a lucrat ca redactor la săptămânalul sionist Știri din lumea evreească (1933-1934) și la revista sionistă ilustrată Ilustrațiunea evreească (1933-1937). A condus, de asemenea, revista literară lunară evreiască Adam (1938-1939), împreună cu Miron Grindea. În paralel, a deținut funcția de secretar general al Fondului Național Evreiesc din România (1933-1939).
A emigrat în Palestina în anul 1940. Acolo a lucrat ca redactor-șef la revista Lucrătorul sionist (Haoved hatzioní) în perioada 1940-1942. A fondat Asociația Imigranților Români (1940) și Organizația Imigranților Români (1948). A fost apoi redactor-șef adjunct al revistei Hazman („Timpul”) și redactor la revista Karnenu (1942-1947). A luptat pentru eliberarea deținuților sioniști din România.
Idov Cohen a fost membru fondator al Partidului Progresist și inițiator al fuziunii acestuia cu sioniștii generali pentru formarea Partidului Liberal. A rămas în Partidul Liberal și după părăsirea acestuia de către fracțiunea care a devenit apoi Partidul Liberal Independent. De asemenea, a fost membru în Consiliul Local al orașului Tel Aviv. Între anii 1949-1963 (cu o pauză de două luni în anul 1951), el a reprezentat Partidul Progresist ca deputat în Knessetul (Parlamentul) statului Israel. În această calitate a fost membru al Comisiei Economice, al Comisiei pentru Muncă, al Comisiei pentru Afaceri Interne etc.
A publicat articole în presa cotidiană din Israel, ocupându-se și cu efectuarea de traduceri din limbile engleză, franceză și germană (Stefan Zweig, Gerald Green etc.), dar a scris și cărți printre care Forgotten Sheaf (Ed. Bronfman, Tel Aviv, 1976) etc.
Idov Cohen a decedat la data de 16 mai 1998 la Tel Aviv.

## Funcții publice în Israel
Idov Cohen a deținut următoarele funcții publice:
- deputat în Knesset din partea Partidului Progresist, apoi al Partidului Liberal (1949-1951 și 1951-1963)

## Premii și onoruri
- Cetățean de onoare al orașului Tel Aviv

## Cărți
- Shikhhá ve leket: pirkei agada, folklor, hidud vezèher mehaváy olamot shehalfú („Uitare și reculegere: capitole de legendă, folclor, spirit și amintire dintr-o lume apusă”) (1976)

## Legături externe
- en  CV-ul lui Idov Cohen pe situl Knessetului
- he  Scurtă biografie pe situl Knessetului

## Vezi și
- Listă de politicieni israelieni de origine română